# Arachnes
Arachnes ist eine italienische Power-Metal-Band, die um das Jahr 1995 in Mailand gegründet wurde. Sie entstand, als sich die Caruso-Brüder, mit Enzo Caruso als Sänger und Frank Caruso an der Gitarre, beschlossen, ihr Hardrock-Projekt Firehouse aufzugeben und eine neue Band mit verschiedenen Einflüssen zu gründen, die sich mehr an Gitarren orientiert.
Mit Arachnes orientieren sich die Caruso-Brüder an verschiedenen modernen Einflüssen, wie zum Beispiel an Led Zeppelin, Deep Purple, Toto, Emerson, Lake and Palmer, sie werden aber auch von klassischer Musik wie der von Johann Sebastian Bach, Chopin oder Béla Bartók beeinflusst.

## Geschichte

### Erste Veröffentlichungen
Die erste Etappe ihrer Karriere begann mit ihrem Debütalbum „The Goddess Temple“, das 1997 auf dem italienischen Label Lucretia Records veröffentlicht wurde. Einige Jahre später folgte die Mini-CD „Metamorphosis“, die unter dem Label Underground Symphony veröffentlicht wurde. Nach dem Release des Albums „Metamorphosis“ legte die Band eine Pause ein und wechselte mehrmals das Line-up.

### Neues Line-up und Parallel Worlds
Nachdem sie einen neuen Schlagzeuger, Stefano Caironi, und einen neuen Bassisten, Gabry Baroni, gefunden hatten, suchte die Band ein neues Label, um auch außerhalb Italiens Erfolg zu haben. Sie unterschrieben bei Scarlet Records und begannen mit der Arbeit an ihrem Album „Parallel Worlds“. Dieses Album markiert den Beginn ihres neuen Stils, der sich aus Power- und Speed-Metal-Riffs, Chorgesang und Orchestermusik zusammensetzt.

## Diskografie
Alben
- 1997: The Goddess Temple (Lucretia Records International)
- 2000: Parallel Worlds (Scarlet)
- 2002: Apocalypse (Scarlet)
- 2003: Primary Fear (Scarlet)
- 2006: In Praise of Science (Scarlet)
- 2011: A New Day (Global Sound Net)